# Un corpo da spiare
Un corpo da spiare (Mata Hari) è un film del 1985 diretto da Curtis Harrington.

## Trama
Alla vigilia della prima guerra mondiale un'affascinante danzatrice olandese, Margaretha Zelle, detta Mata Hari, è la protagonista dei palcoscenici di tutta Europa. Due amici ufficiali, il francese Georges Ladoux e il tedesco Karl von Bayerling, appartenenti ai servizi segreti dei rispettivi stati, sono colpiti dal suo fascino e dalla sua bellezza quando la incontrano per la prima volta in un museo di Parigi nel 1914. Alla fine di un viaggio verso Berlino, meta di una delle sue "tournée", appena scesa dal treno, Mata Hari viene arrestata con l'accusa di aver ucciso un agente del controspionaggio tedesco che lei stessa aveva adescato durante il tragitto; nel corso dell'interrogatorio, incontra di nuovo Karl von Bayerling, presentatole nelle vesti di capitano, il quale intercede per suo conto. Così i due diventano amanti. Recatasi ad un ricevimento, in compagnia di Karl, Mata Hari conosce Fräulein Doktor, psicologa e consulente dei servizi segreti tedeschi, ed è spronata a lavorare come spia al suo comando; intanto Karl, contrariato, abbandona il ricevimento. Di ritorno a Parigi, Mata Hari ha una relazione con Ladoux, che la convince ad informarlo sulle azioni dei servizi tedeschi, e intensifica il rapporto con Karl, giunto in Francia di nascosto dai suoi superiori.
Intercettata dai servizi francesi, Mata Hari, che intanto ha preso in affitto un appartamento nei pressi di Parigi, viene inviata da Ladoux a Madrid per spiare Karl. Durante il suo soggiorno nella capitale spagnola, Mata Hari si attiva per carpire segreti a un ufficiale di marina tedesco, Von Krohn, e, su istigazione di Fräulein Doktor, accetta il corteggiamento di un nobiluomo francese, il barone Joubert, con il quale si unisce a un'orgia all'interno della lussuosa villa di una marchesa spagnola. Stordita dai fumi dell'oppio, alla fine della festa, riceve di nuovo la visita di Fräulein Doktor e del suo complice Wolff e indirizzata ad altra destinazione.
Stavolta Mata Hari si ritrova dietro le linee tedesche, in abito da crocerossina, al seguito di un ufficiale che cade in pieno combattimento. Dopo aver attraversato, da sola e indenne, il campo di battaglia, ella raggiunge un ospedale da campo e rivede Karl con il quale si ricongiunge con la speranza di intraprendere una vita libera insieme a lui. Karl, però, una volta tornato a Parigi con Mata Hari, intende perseguire l'intento di procurarsi un nuovo tipo di esplosivo messo a punto dai francesi e nelle mani del barone Joubert. Il piano fallisce quando i due sono presi in ostaggio da Fräulein Doktor e Wolff. Così Wolff sottrae il campione di esplosivo al barone Joubert e sistema una bomba nei sotterranei di una cattedrale, coinvolgendo forzatamente Karl.
Mata Hari, liberatasi dalla prigionia di Fräulein Doktor, giunge nella cattedrale riuscendo a disinnescare l'esplosivo ed evitare una strage, ma compie l'impresa sotto gli occhi del capitano Ladoux, costretto ad arrestarla per non essere compromesso. Nel processo che ne deriva, Mata Hari è accusata di spionaggio in favore della Germania e di tentata strage e, infine, condannata alla fucilazione.